# De lachende politieman
De lachende politieman (Zweeds: "Den skrattande polisen") is een roman van het Zweedse schrijverspaar Sjöwall & Wahlöö. De in 1968 uitgegeven roman is het vierde deel van een serie van tien politieromans waarin inspecteur Martin Beck de hoofdrol speelt.

## Het verhaal
Het verhaal gaat over de zoektocht naar de dader die een machinepistool leegschiet in een dubbeldekker van het openbaar vervoer in Stockholm. Onder de uiteindelijk negen doden bevindt zich Åke Stenström, het jongste lid van het moordbrigadeteam van de Stockholmse politie. Belust op aanzien, was hij, geheel zelfstandig, bezig met het oplossen van een oude moordzaak.

## Personages
De titel van het verhaal is afkomstig van een single over een lachende politieman, die Martin Beck als kerstcadeau van zijn dochter Ingrid krijgt. Martin vindt op dat moment dat er niets te lachen valt; pas als de dader is ingerekend en Martin onder het bureaublad van de jonge rechercheur zijn vorderingen inzake de coldcase-zaak vindt, schiet hij in de lach. 
Na de dood van Åke verwaarloost zijn vriendin Åsa Torell zichzelf; Kollberg ziet dat en neemt haar in zijn gezin op. Nadat zij haar ritme weer hervonden heeft, besluit ze om bij de politie te gaan werken. De moordbrigade wordt bijgestaan door landelijke kopstukken als "tandenstoker" Månsson uit Malmö en Nordin uit Sundsvall. De radioagenten Kristiansson en Kvant uit Solna maken zich ten slotte onsterfelijk door als olifanten alle eventuele sporen in de bus uit te wissen.